# Thérèse Desqueyroux
Thérèse Desqueyroux é um dos mais famosos romances do escritor francês François Mauriac que foi publicado em 1927, cinco anos antes de o autor receber o Prémio Nobel da Literatura.
Mauriac comentou a estrutura do romance numa entrevista à The Paris Review em 1953.  Ele afirmou: " ... em Thérèse Desqueyroux usei alguns métodos que fui buscar ao cinema mudo: a inexistência de preparação, a abertura repentina, flashbacks. Eram métodos que eram novos e surpreendentes na época".
A personagem que dá o nome ao título do livro, Thérèse, surge depois noutras obras de Mauriac, como La Fin de la nuit, Thérèse chez le docteur e Thérèse à l'hôtel.

## Enredo

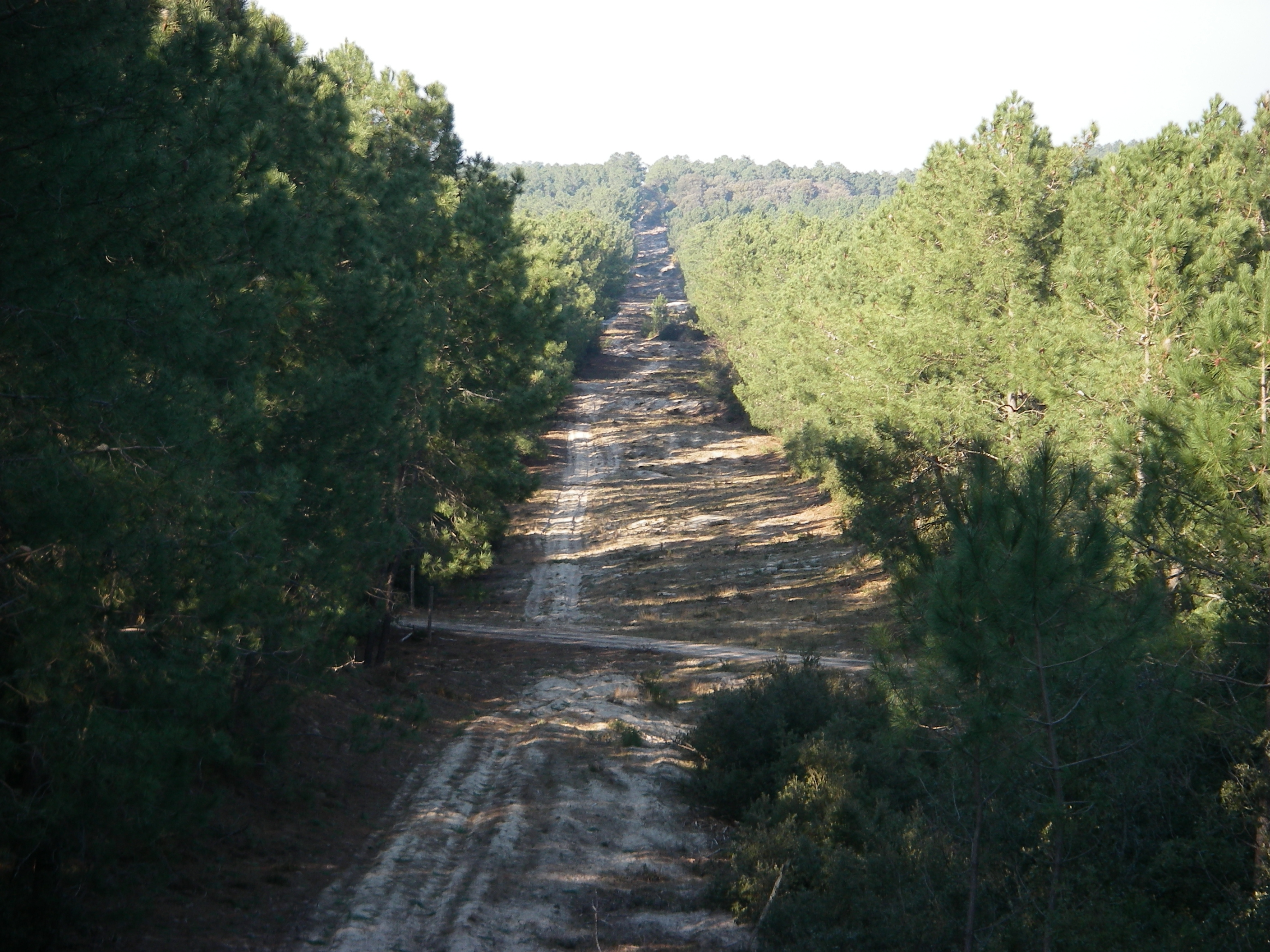
Mata de pinheiros na Landes

A história do romance passa-se em Landes, uma área escassamente povoada do sudoeste de França ocupada em grande parte com florestas de pinheiros. Logo no início, está a terminar um processo judicial. A personagem que dá o título ao romance, Thérèse, foi julgada por ter envenenado o seu marido Bernard com uma sobredose de um medicamento que continha arsénico. Apesar de provas fortes contra ela, incluindo prescrições que ela falsificou, o processo foi arquivado; a família cerrou fileiras para evitar um escândalo e o próprio Bernard testemunhou em sua defesa. Na viagem de regresso a casa, Thérèse reflete longamente sobre a vida dela até então, tentando entender o que a levou a continuar a envenenar o marido depois de o ter observado a tomar uma sobredose acidental. Ela sugere que as suas ações faziam parte de uma "inclinação imperceptível", causada em parte pelas pressões da maternidade e do casamento e da vida sufocante da esposa de um fazendeiro católico na França rural dos anos 1920. No entanto, nem Thérèse, nem o próprio narrador dão uma explicação clara para o seu comportamento.
Thérèse admite que será capaz de deixar o marido tranquilamente, agora que o caso está encerrado. Em vez disso, Bernard anuncia que ela irá viver na casa da família dele, num local isolado da floresta de pinheiros, em Argelouse. Ele efetivamente enclausura-a, justificando que ela sofre de doença nervosa e fazendo ocasionais aparições públicas com ela para sufocar qualquer rumor. A sua preocupação é que o próximo casamento da sua jovem irmã Anne, com um pretendente aprovado pela família, não seja impedido por qualquer escândalo. Ele apenas permite a Thérèse a companhia de funcionários que lhe são antipáticos, mantém a filha longe dela e ameaça mandá-la para a prisão pelo envenenamento, se ela não colaborar. Teresa vive principalmente à base do consumo de vinho e cigarros e cai num torpor passivo que a forçam a ir à cama. Quando lhe ordenam para participar num jantar com Anne, o noivo desta e a família dele, ela concorda, mas a sua aparência magra choca os convidados. Bernard decide que o escândalo jamais será totalmente esquecido a menos que permitam a Thérèse desaparecer sem controvérsia. Ele promete que ela pode ir embora após o casamento da Ana e regressa a Argelouse para supervisionar a recuperação dela. Após o casamento, ele leva Teresa para Paris e despede-se dela. Não haverá nenhuma separação oficial e divórcio, mas ela fica com uma mesada para viver. Ela é livre para ir para onde quiser.

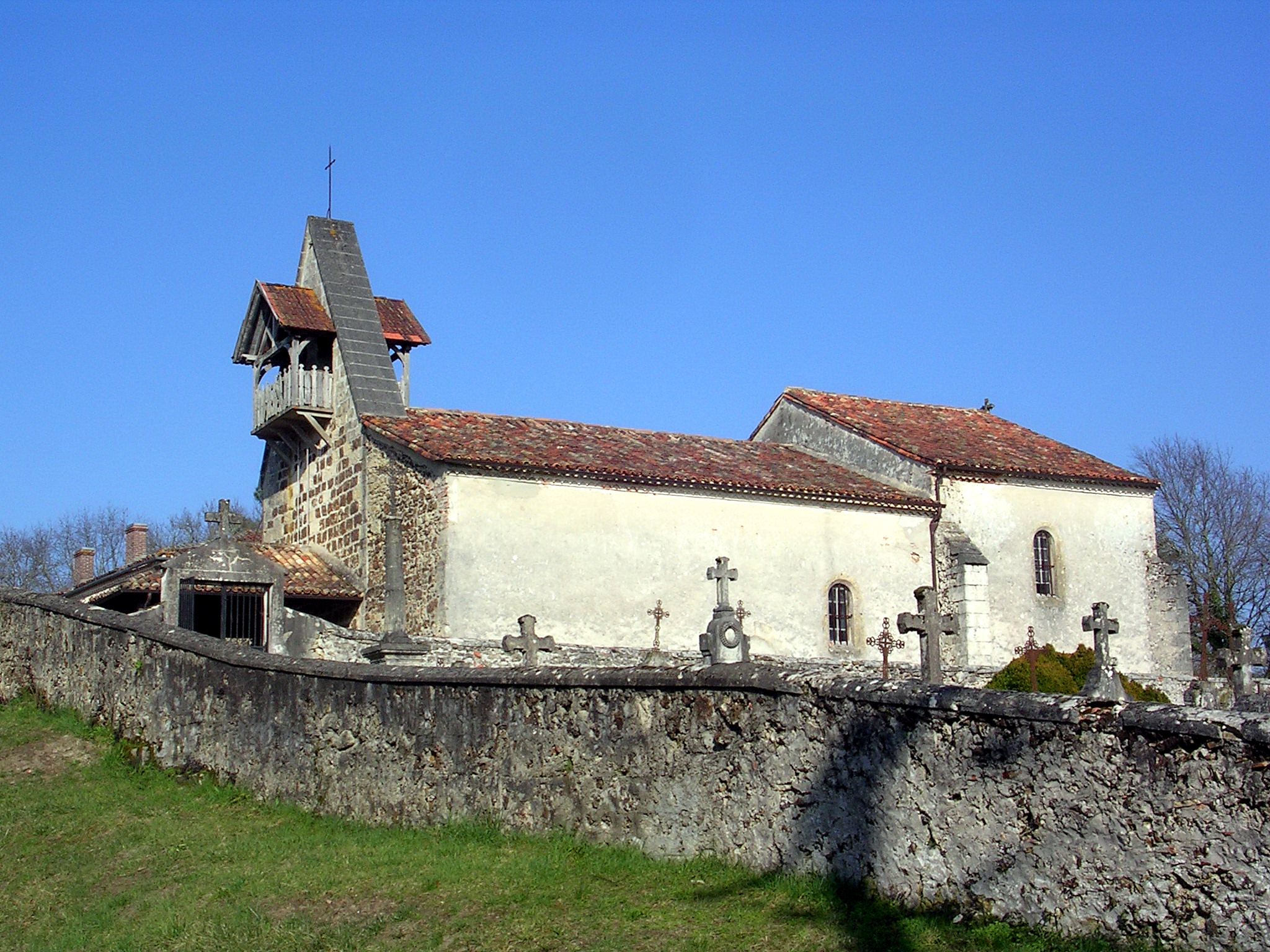
Igreja em Argelouse

## Análise
O livro caracteriza-se por alguns instrumentos estruturais invulgares, incluindo um longo monólogo que muitas vezes muda de perspectiva, revelando os pensamentos de vários personagens. Na grande maioria, os personagens do livro são apresentados como pessoas muito desagradáveis; o pai de Thérèse revela-se como um ser misógino e insensível, mais preocupado em proteger a sua carreira política do que em cuidar da sua filha, enquanto o próprio Bernard é retratado como um homem sem emoções obcecado unicamente com a caça e servir as necessidades da família. Como em grande parte da obra de Mauriac, as imperfeições físicas significam indigência moral e a maioria dos personagens têm algum tipo de deficiência – frases como "unhas duras e escuras", "pernas curtas e abauladas" e "o pequeno e gordo Hippolitus" todos descrevem vários personagens masculinos, só nos primeiros capítulos.
A própria Thérèse orgulha-se da sua inteligência e da auto reconhecida sabedoria, tendo também aparentemente uma não correspondida inclinação para a antiga amiga de infância e cunhada Anne, destruindo num dado momento uma carta de amor de Anne a um judeu conterrâneo. Os críticos têm sugerido que isto poderia ser reflexo da luta do próprio Mauriac com a sexualidade.

## Enquadramento histórico
Em 1925, Mauriac pediu ao seu irmão Pierre documentos sobre o julgamento em Bordéus, em 1906, da senhora Canaby, que tinha tentado envenenar o seu marido.  Ela foi absolvida, mas condenada por falsificar prescrições médicas.

## Significado literário e recepção
O romance é a obra mais conhecida de Mauriac e foi descrito como "relevante " na biografia que acompanhou a citação do Prémio Nobel de Literatura. Em 3 de Junho de 1950, Le Figaro indicou-o como um dos vencedores do "Grande Prémio dos melhores romances do meio-século", um prestigiado concurso literário para encontrar os doze melhores romances franceses da primeira metade do século XX. As nomeações foram efetuadas por um distinto júri literário francês, presidido por Colette, tendo os vencedores sido incluídos numa coletânea especial publicada no ano seguinte com ilustrações. Em 1999, foi colocado no lugar 35 num inquérito nacional para encontrar as 100 melhores obras francesas do século XX.
Mauriac também teve críticas negativas. Ficou famosa a crítica de Jean-Paul Sartre à sua obra, em 1939, acusando-o de negar às suas personagens a liberdade de auto-afirmação, como se fora Deus, impondo de fora destinos e julgamentos morais sobre elas. Destacou a personagem de Thérèse Desqueyroux como um exemplo disso. Mauriac tinha publicado recentemente La Fin de la nuit, afirmando no seu prefácio que ele tinha desejado "salvar" Thérèse, desencadeando o ataque de Sartre.

## Adaptações
O romance serviu de base ao guião do filme com o mesmo título no original, Thérèse Desqueyroux, dirigido por Georges Franju e estreado em 1962, com Emmanuelle Riva no papel de Thérèse. Riva reprisou o papel no telefilme La fin de la nuit, de 1966, dirigido por Albert Riéra.
Serviu também de base ao guião de outro filme com o mesmo título, Thérèse Desqueyroux, dirigido por Claude Miller e estreado no Festival de Cannes de 2012, com Audrey Tautou no papel Thérèse.
Em 2015, Nicole Garcia interpretou Thérèse no telefilme francês La fin de la nuit, dirigido por Lucas Belvaux.

## Edições em português
François Mauriac, Thérèse Desqueyroux, 2015, Cavalo de Ferro, p. 128, ISBN 9789896232016

## Ver Também
- Os 100 livros do século segundo Le Monde